# 小龙斯派罗：重燃三部曲
《小龙斯派罗：重燃三部曲》是款於2018年11月13日上市的平台游戏，由Toys for Bob开发并由动视发行。游戏为小龙斯派罗系列首三部游戏的重制合辑，分别为《小龙斯派罗》、《利普多的愤怒》以及《龙年》，这三部游戏起初都由Insomniac Games从1998年至2000年开发的PlayStation游戏。游戏计划于2018年9月21日在PlayStation 4和Xbox One平台发行，庆祝小龙斯派罗系列诞生20周年。

## 开发

原作第一个家乡（上方）与《重燃三部曲》的版本（下方）之间的对比

在2014年7月，索尼互動娛樂的CEO——安德魯·豪斯告诉每日电讯报他和他的队伍正在计划将小龙斯派罗系列带回来，表示“这是我们带来的改变，我们已经开始觉得回到过去看看那些人们还在谈论的角色们也许并没有任何问题，这些可能会是他们的童年或青年时期的一大部分，我是绝对不会给这件事画上句号的”。
两个月后在当年的EGX电子游戏大会中，Insomniac Games的CEO——泰德·普萊斯告诉IGN表示制作新的原创小龙斯派罗系列游戏也是可能的；他说“动视在小龙斯派罗系列游戏这方面做得很好。他们复苏了他，而且在我的看法中，寶貝龍世界还是关于斯派罗的。它有着一样的美观、一样的普遍吸引力，他们把那些角色和他的世界带回给新一匹粉丝这件事做得很好。在很多游戏都更加黑暗和逼真的年代里这是件非常难的事情。我们一直都会爱着斯派罗。我学会说‘绝不说绝不’所以……谁知道呢？”。
类似且同样由动视发行的重制游戏《古惑狼疯狂三部曲》（2017）释出后，游戏也被宣布了。《疯狂三部曲》的开发商——Vicarious Visions表示他们意识到粉丝对经典小龙斯派罗三部曲获得同样待遇的需求有多大。在2018年4月5日，官方宣布了《小龙斯派罗：重燃三部曲》。在《利普多的愤怒》和《龙年》给小龙斯派罗配音的汤姆·肯尼也将会在《重燃三部曲》中再度回归，包括第一作的部分（起初斯派罗是由卡洛斯·阿拉茲拉奎配音的）。在三部曲中的音乐（起初由斯圖爾特·科普蘭德写作）也将会由Toys for Bob重制。游戏将会使用虚幻引擎4制作。

## 评价
遊戲普遍獲得媒體不錯的評價，根據Metacritic，本作PS4版本根據80個評論獲得82分，XONE則根據19項評論獲得83分。

### 銷售
遊戲發售首周獲得了英國首周實體銷售冠軍，而在澳洲，遊戲的PS4版本為當周銷售冠軍。